# Natężenie Plancka

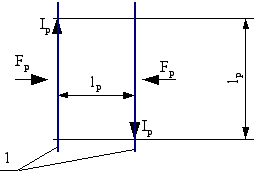
1 – przewodniki, – siła Plancka, – długość Plancka, I_{p} – prąd Plancka

Natężenie Plancka – pochodna jednostka natężenia prądu w naturalnym systemie jednostek oznaczana jako {\displaystyle I_{P}.}
{\displaystyle I_{P}={\frac {q_{P}}{t_{P}}}={\sqrt {\frac {c^{6}4\pi \epsilon _{0}}{G}}}\approx 3{,}4789\times 10^{25}} A,
gdzie:
{\displaystyle q_{P}} – ładunek Plancka,
{\displaystyle t_{P}} – czas Plancka,
{\displaystyle c} – prędkość światła w próżni,
{\displaystyle 4\pi \epsilon _{0}} – czynnik stały z prawa Coulomba,
{\displaystyle G} – stała grawitacji.
Natężenie Plancka jest to natężenie prądu w przewodzie, przez którego poprzeczny przekrój przepływa w ciągu czasu Plancka ilość ładunku równa ładunkowi Plancka. Natężenie Plancka można też zdefiniować na podstawie siły i długości Plancka. Natężenie Plancka jest to natężenie prądu płynącego w dwóch nieskończonych przewodnikach odległych od siebie o długość Plancka mających średnicę bliską zeru i umieszczonych w próżni, które powoduje powstanie pomiędzy ich odcinkiem równym długości Plancka siły Lorentza równej sile Plancka.